# Tour Alto
La Tour Alto es un rascacielos situado en el distrito de negocios de La Défense, cerca de París.
La Torre mide 160 m de la calle y 150 m de la losa de La Défense en su única fachada este para un total de 38 pisos. Su forma redondeada se ensancha gradualmente hacia arriba y extiende su agarre en el espacio con un desplazamiento de 12 cm hacia el exterior de la viga de borde, en cada piso. Gracias a esta singular forma, la superficie de los niveles pasa de los 700 m2 al pie de la Torre a los 1.500 m2 en la parte superior.
Los trabajos comenzaron en septiembre de 2016 para la entrega en 2020.

## Galería de imágenes

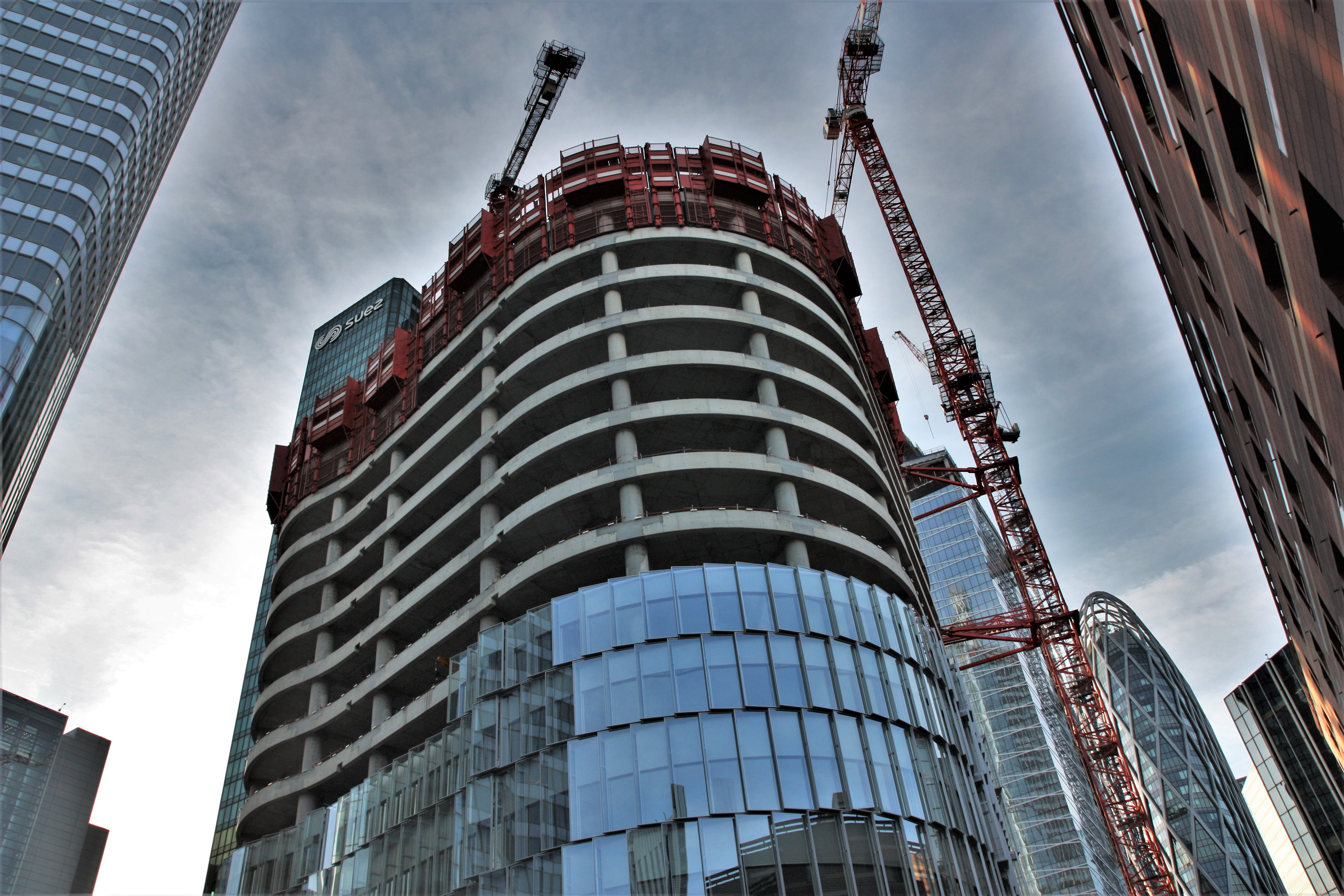
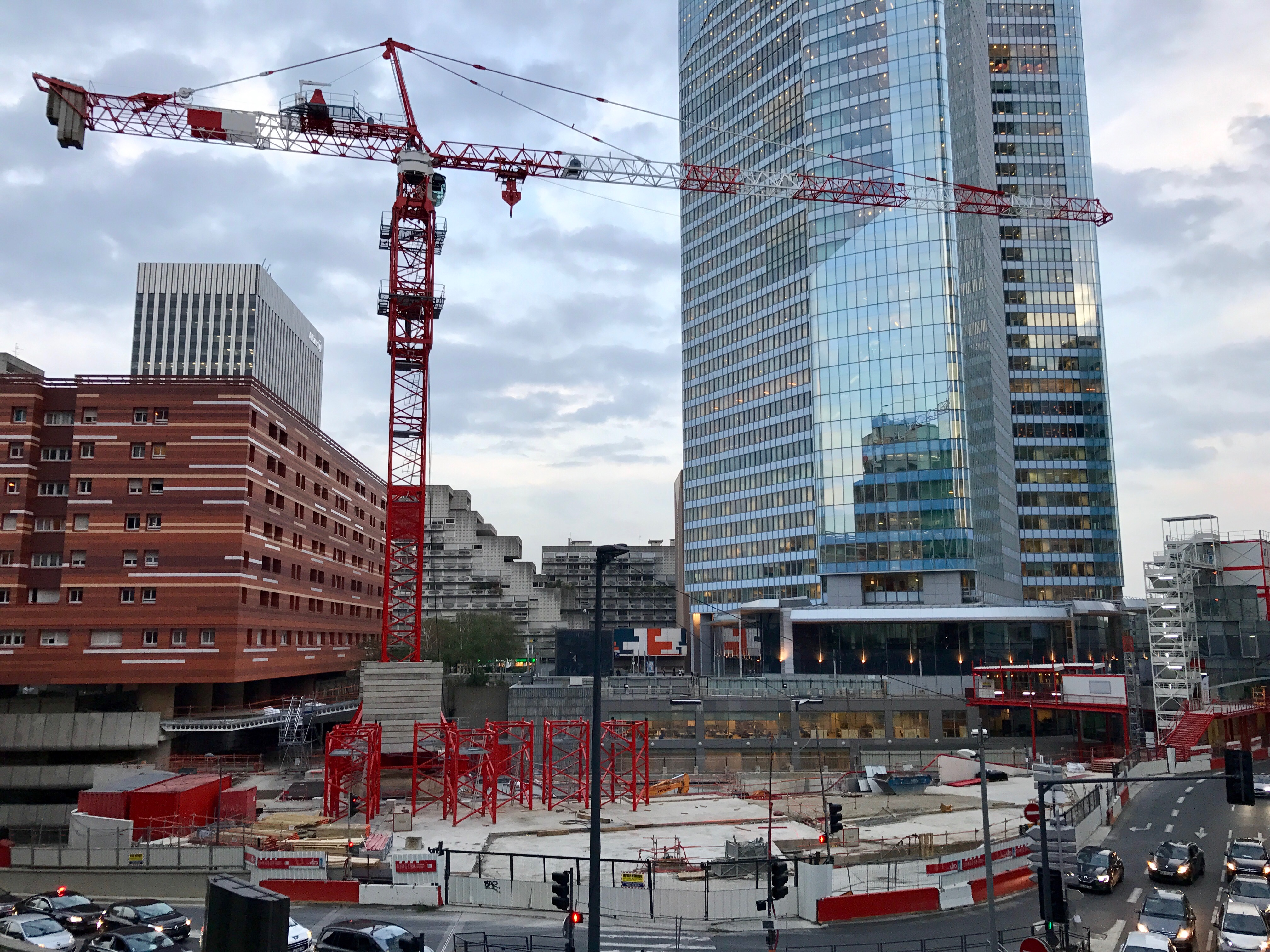